# Legge di Roemer
Nella politica sanitaria, la legge di Roemer è una regola empirica che può essere espressa come "in una popolazione assicurata, un letto d'ospedale che viene costruito è già un letto occupato".

## Storia
La regola è stata dedotta dal ricercatore americano dei servizi sanitari Milton Roemer, che lavorava presso la School of Public Health dell'UCLA. Roemer e colleghi hanno trovato una correlazione positiva tra il numero di letti ospedalieri generali a breve termine disponibili per 1.000 abitanti e il numero di giorni di degenza utilizzati per 1.000 abitanti.

## Limiti e critiche
La legge di Roemer chiaramente non sarà sempre valida (non tutti i letti che saranno costruiti saranno per forza riempiti), ma fornisce la base per le leggi sui "certificati di necessità" (certificate of need) e per la pianificazione sanitaria.
Si pensa che la legge sia una conseguenza della domanda indotta: i medici incoraggiano i pazienti a consumare servizi che i pazienti non avrebbero scelto se fossero stati pienamente informati. Le leggi sulla pianificazione sanitaria e sul certificato di necessità mirano a prevenire gli sprechi che altrimenti si verificherebbero a causa della legge Roemer.
"Un problema di questa scoperta è che potrebbe accadere che le degenze ospedaliere siano più brevi nelle regioni con un numero minore di letti ospedalieri pro capite a causa di un deficit dal lato dell'offerta (causalità inversa). Dall'altro lato, un aumento del numero di posti letto può essere dovuto alla preferenza del paziente per l'assistenza ospedaliera (piuttosto che ambulatoriale) in una certa regione."
Enoch Powell, il ministro della Sanità britannico, ha avanzato una proposta simile, che ha chiamato in causa la legge del Parkinson sui letti d'ospedale: "il numero di pazienti tende sempre a eguagliare il numero di letti disponibili per loro".